# Riksväg 7, Estland
Riksväg 7 är en primär riksväg i Estland som utgör den estniska delen av Europaväg 77. Vägen är 21 kilometer lång och går mellan byn Tsiiruli, vid gränsen mot Lettland (A2) och området Luhamaa, vid gränsen mot Ryssland (A212).
Vägen ansluter till:
- A2/Europaväg 77 (vid Tsiiruli)
- Riksväg 2/E263 (vid Napi)
- A212/Europaväg 77 (vid Luhamaa)

## Historik
På Sovjetunionens tid utgjorde denna väg en del av A212 mellan Pskov och Riga. Efter att Estland och Lettland uppnått självständighet fick denna del vägnummer 7 medan den del som går genom Lettland fick beteckningen A2. Den nuvarande ryska vägen A212 slutar vid gränsen mot Estland.

## Källor

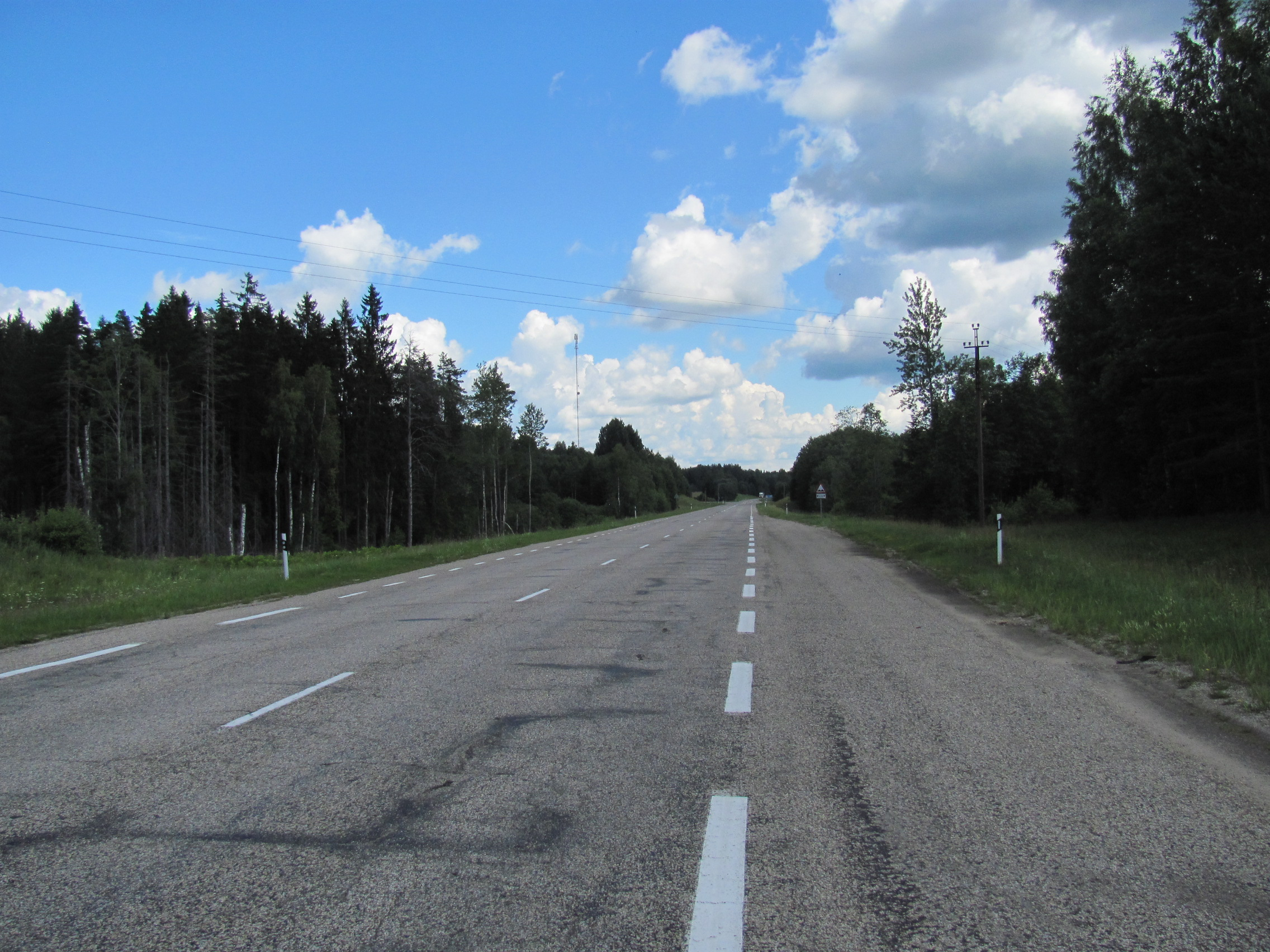
Riksväg 7 nära gränsen till Lettland.